# Alassio
Alassio (Roche en français désuet, Arasce en langue ligurienne) est une commune italienne d'environ 11 300 habitants située dans la province de Savone, dans la région Ligurie, dans le Nord-Ouest de l'Italie.

## Toponymie
On dit que le nom Alassio provient du nom d'Adelasia, fille de l'empereur Otton I. Après s'être enfuie avec un garçon d'écurie du nom d'Aleramo, elle s'établit sur les collines d'Alassio et donna naissance à la famille des Aleramici.

## Géographie
La commune d’Alassio est située sur la côte de la Riviera ligure di ponente entre le cap Mele et le cap Santa Croce à une distance d'environ une cinquantaine de kilomètres du chef-lieu de la province, Savone. La loi régionale du 4 juillet 2008 modifie l'organisation territoriale de la commune, et depuis le1er janvier 2009, le territoire communal ne fait plus partie de la Comunità Montana Ingauna.

## Histoire
La fondation d'Alassio remonte aux environs du Xe siècle lorsque les premiers foyers s’établissent sur la colline située, alors au lieu-dit du Castè, aujourd’hui  proche de l’actuelle Madone delle Grazie. 
Au XIe siècle, le fief est la possession des moines bénédictins de l’île Gallinara, puis passe sous domination d’Albenga qui administre le bourg jusqu’au XVIe siècle. 
En 1521, à la suite d'incessantes incursions de pirates, sont construits les premiers murs d’enceinte. Intégrée à la république de Gênes, en 1528, sa contribution avec 18 galères, à la guerre contre la France lui vaut en retour une grande autonomie commerciale de la part des Génois. 
À partir de 1540, Alassio devient le siège du podestat local et son activité commerciale est importante avec la France, l'Espagne, le Portugal, la Sicile, la Sardaigne, les Pays-Bas. Comme les autres pays côtiers de la Ligurie, elle est particulièrement active dans le commerce du corail rouge. Elle participe à la bataille de Lépante en 1571 avec une entière flotte navale. 
En 1625, elle entre dans les possessions de la maison de Savoie, puis réintègre très rapidement la république de Gênes. 
Le 24 ventôse an III (14 mars 1795) à lieu le combat naval d'Alassio
En 1797, Napoléon Bonaparte l’occupe durant la campagne d’Italie, et après la chute de la république de Gênes, l’englobe dans le territoire de la nouvelle République ligure, annexée au Premier Empire français. Après le congrès de Vienne de 1814, en 1815, elle rejoint le royaume de Sardaigne, puis en 1861, le royaume d’Italie.
Vers la fin du XIXe siècle, comme d’autres communes du littoral ligure, elle  devient un important centre touristique et de séjour grâce à la présence d’une nombreuse clientèle de villégiature, principalement anglaise. Au milieu du XXe siècle, en plein boom économique, elle devient avec Portofino et San Remo une destination recherchée. C’est aussi dans ces années que le peintre Mario Berrino crée l’événement avec le Muret d’Alassio.

## Économie
L'économie de la ville est basée essentiellement sur le tourisme hôtelier qui est très actif pendant la période estivale. Durant les mois hivernaux, elle continue d’accueillir de nombreux touristes provenant en particulier de l’Europe septentrionale.
Son port Luca Ferrari a obtenu en 2007 le Pavillon Bleu pour la qualité de ses services. 
Production d'huile d'olive, et confiserie avec le bacio di Alassio.

## Monuments et patrimoine

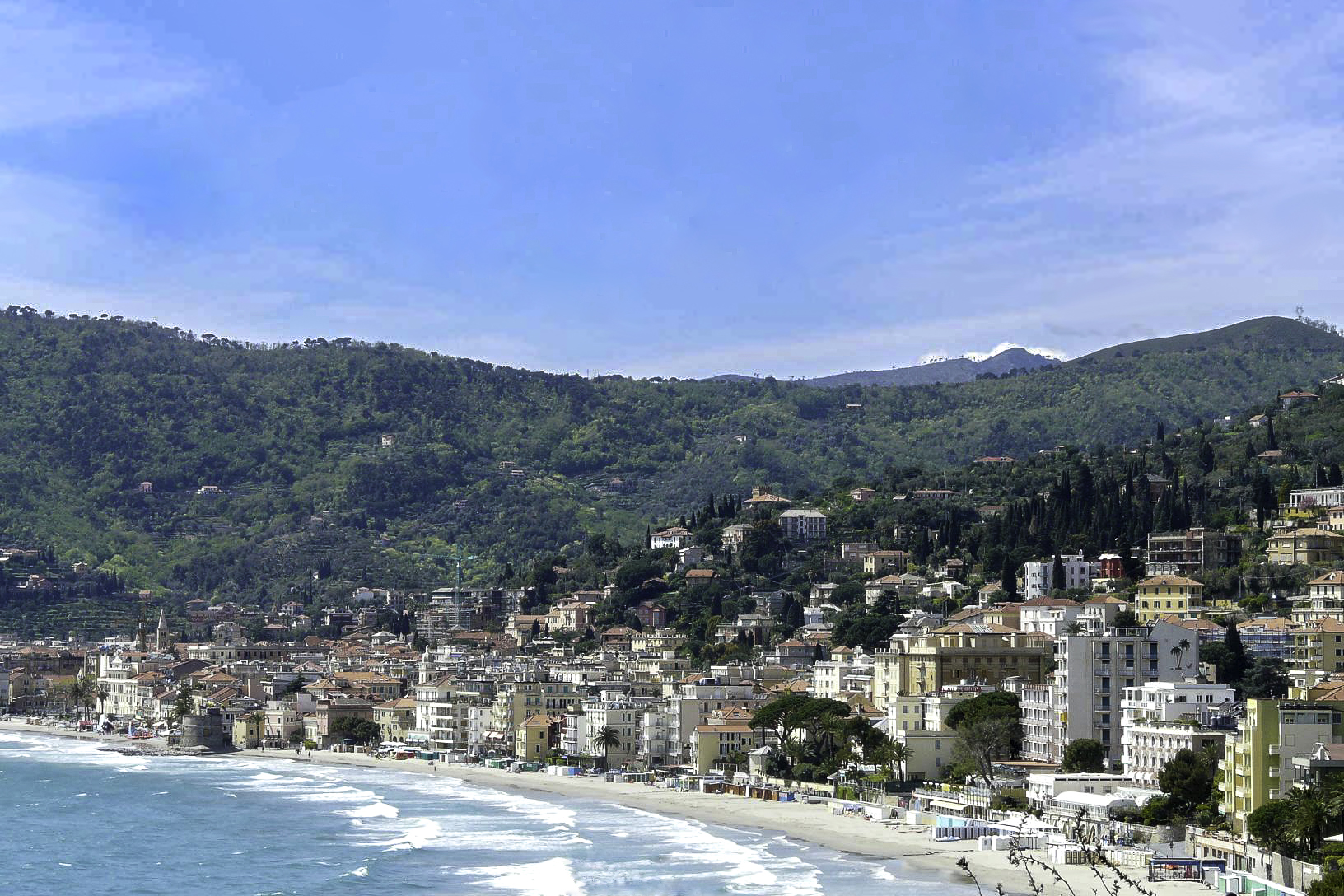
Vue générale.
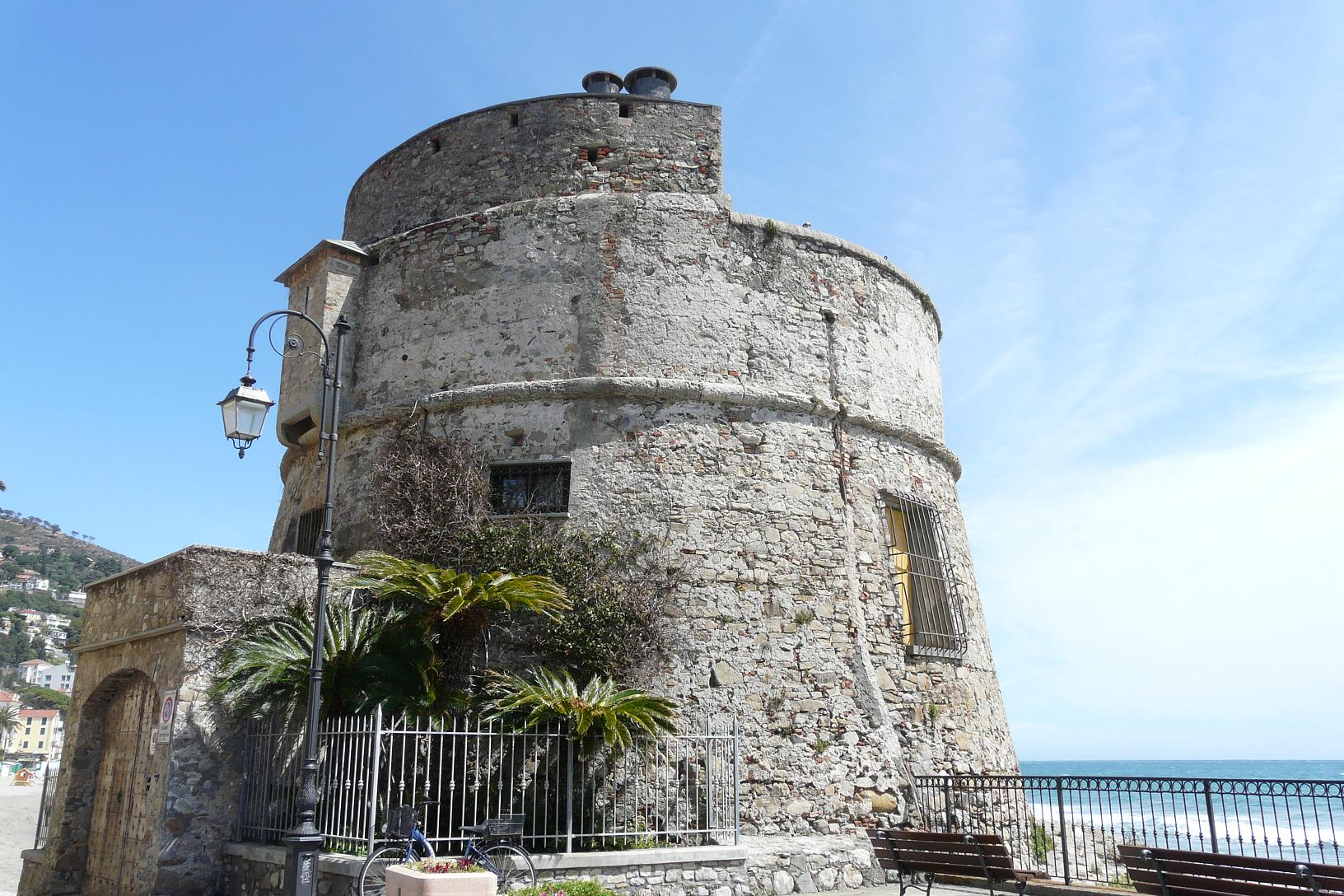
Vieux fort.
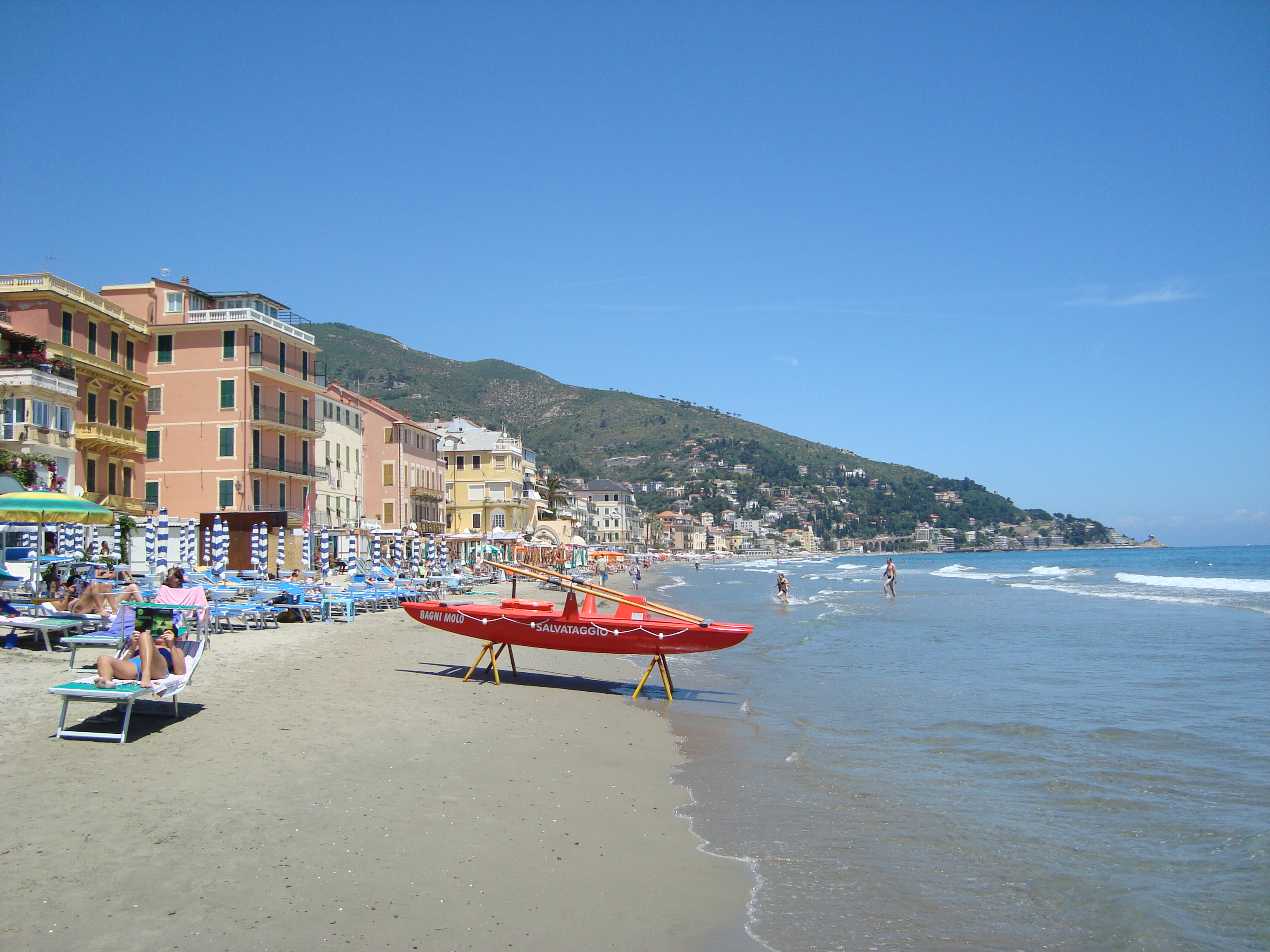
Plage.
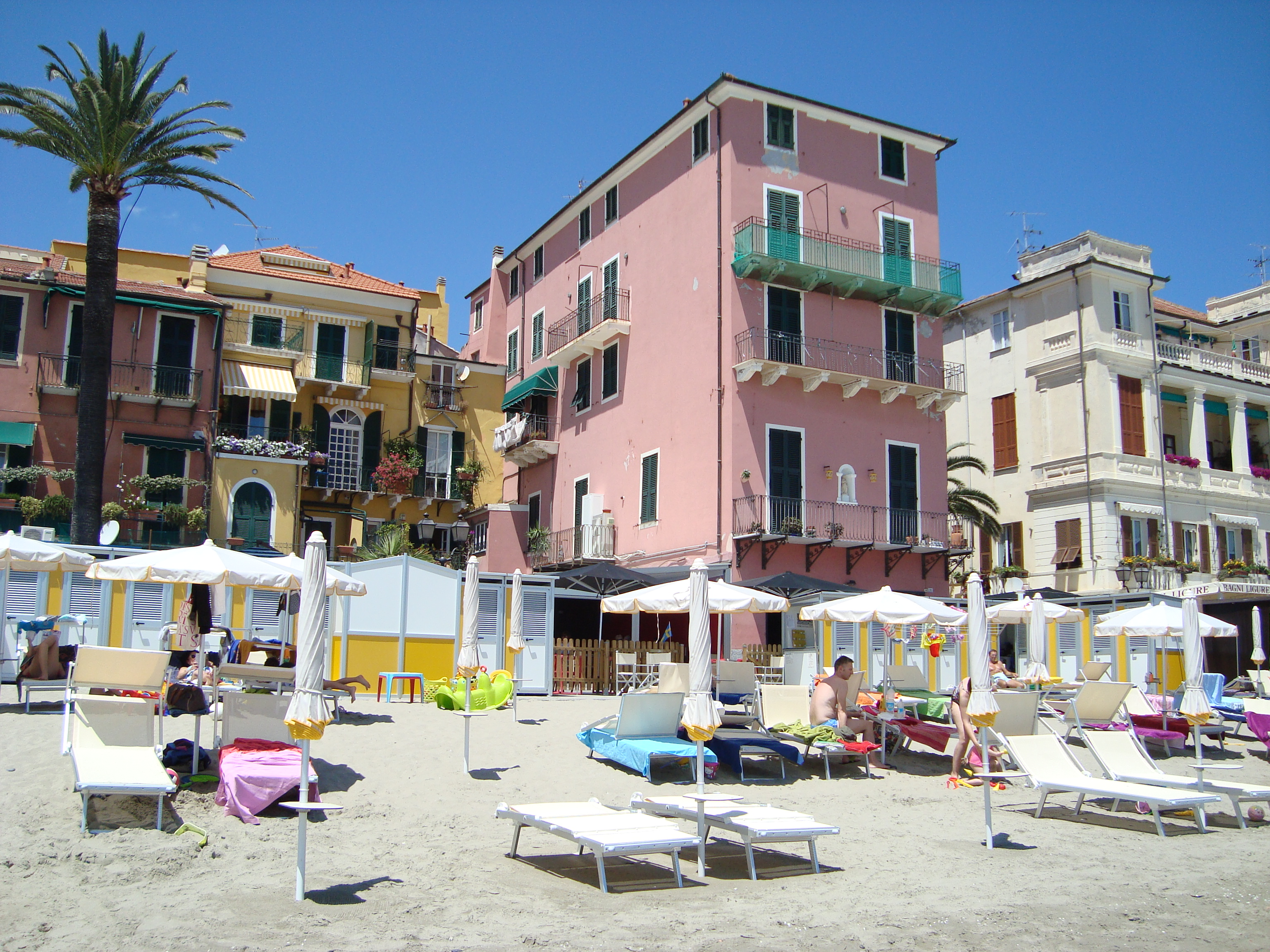
La station balnéaire.
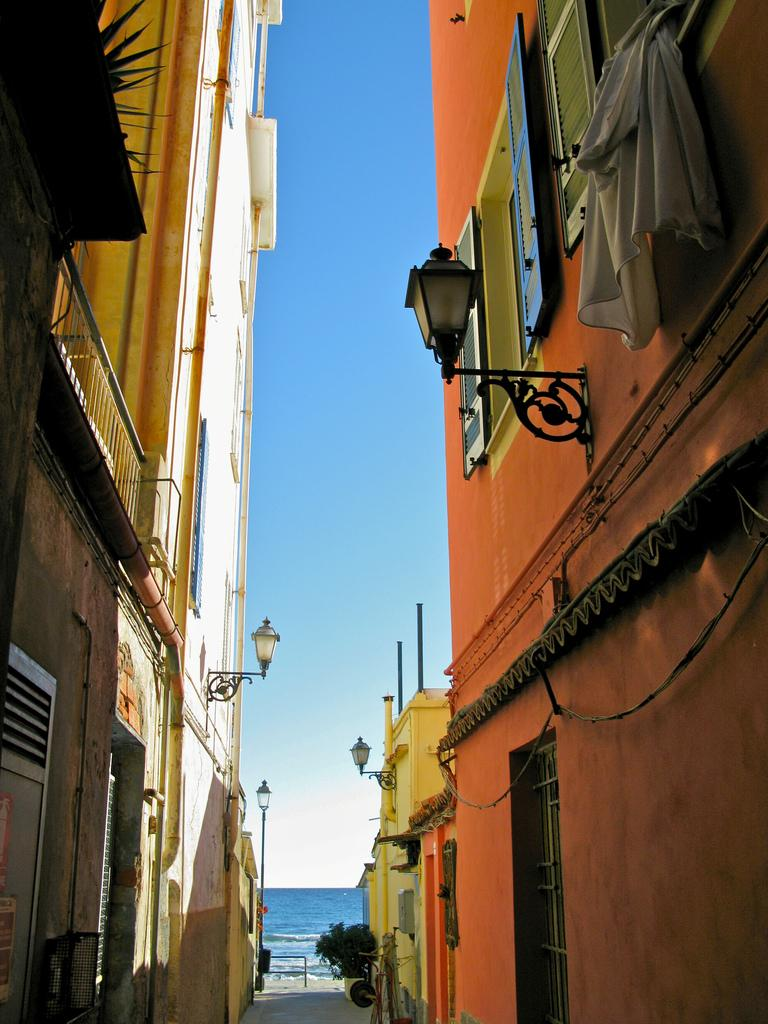
Rues colorées du vieux centre.

## Sport

### Cyclisme
- Tour d'Italie 1951. La deuxième étape, Turin - Alassio (202 km), avec la victoire de l'Italien Antonio Bevilacqua .
- Tour d'Italie 1951. La troisième étape, Alassio - Gênes (252 km), avec la victoire de l'Italien Rodolfo Falzoni.

### Tennis
Le tournoi de tennis d'Alassio est célèbre. Les courts en terre-battue ont vu s'affronter de nombreux champions. Le tournoi d'avant-guerre est immortalisé par Gianni Clerici dans son roman Les Gestes Blancs (I Gesti Bianchi, 1995).

## Administration
| Période                                  | Période     | Identité       | Étiquette          | Qualité |
| ---------------------------------------- | ----------- | -------------- | ------------------ | ------- |
| 14 mai 2001                              | 30 mai 2006 | Marco Melgrati | Casa delle Libertà |         |
| 30 mai 2006                              | En cours    | Marco Melgrati | Casa delle Libertà |         |
| Les données manquantes sont à compléter. |             |                |                    |         |

### Hameaux
Moglio, Solva, Caso.

### Communes limitrophes
Albenga, Andora, Laigueglia, Villanova d'Albenga.

## Jumelages
- La Thuile (Italie) - en 2013.